# The Sims 2
The Sims 2 je pokračování počítačové hry The Sims od Electronic Arts a Maxis. Jedná se o simulátor života. Cíl hry si každý hráč určí sám. Může to být vytvoření velké rodiny, nebo budování kariéry. V datadisku The Sims 2: Ve světě podnikání může hráč vybudovat úspěšný podnik. Nehledě na cíl, je základ hry stejný: provést simíka celým životem a dbát na jeho sociální i fyzické potřeby. Pokud hráč úspěšně plní tyto potřeby, může začít plnit přání a celoživotní přání.

## Obsah hry

### Úvodní obrazovka
Na začátku hry má hráč možnost vybrat si z několik sousedství. Sousedství v základní hře jsou tato: Krasohlídkov, Podívín a Veronov. Pokud si hráč nevybere z vytvořených sousedství, může si vytvořit své vlastní.

### Sousedství
Každé sousedství jsou specifické, ale nesou i společné znaky. Společným znakem sousedství jsou pozemky - ve hře jsou dva typy: Rezidenční a Obecný. Na rezidenčním pozemku mohou simíci (hráč ovládající své simíky) stavět domy a bydlet. Obecní pozemky slouží ke společenskému životu simíků: např. obchody, koupaliště, sportovní centra apod.
Ve základní hře jsou tři předvolená sousedství: Krasohlídkov, Podivín a Veronov. S DLC se do hry přidávají i sousedství specifická pro dané DLC. Každé sousedství obsahuje již několik vytvořených rodin, s rozvinutým dějem, připravených ke hře. Hráč má možnost vytvořit vlastní domácnost.

### Vytvoření domácnosti
Hráč má možnost vytvořit si svou domácnost v editoru domácností. V tomto editoru se vytváří postavy tzv. simíci. Maximální počet simíků v domácnosti je osm. Pokud hráč vlastní dodatek The Sims 2: Mazlíčci, může v tomto editoru vytvářet i domácí mazlíčky. Hráč má mnoho možností při vytváření, může vybrat pohlaví, rasu, barvu očí, barvu vlasů aj. Dále editor nabízí výběr oblečení pro různé aktivity. Ve hře se simík pak sám převlékne při dané aktivitě. Popud k převlečení mu může dát ale i samotný hráč. V poslední fázi hráč vybírá vlastnosti simíka, které pak ovlivňují celoživotní přání, ale i samotnou hru. Po vytvoření a uložení domácnosti, ji hráč může nastěhovat na rezidenční pozemek. Má na výběr buď z prázdného rezidenčního pozemku, kde si dům postaví, nebo může zakoupit již hotový dům. Hráč si musí ze začátku vystačit se základním kapitálem každé domácnosti ve výši 20 000 Simelonů. Simelon je imaginární měna simíků ve hře. Po nastěhování domácnosti má hráč k dispozici dva herní režimy :

### Režim stavby
Režim stavby hráči umožňuje výstavbu, nebo úpravu domu. Dále umožňuje pořízení vybavení pro rezidenční pozemek. Rozděluje se na dvě části:

#### Režim stavby
Tento režim hráči umožňuje stavět nové domy, nebo upravovat stávající. Veškeré úpravy jsou limitované počtem simelonů domácnosti. Možnosti režimu stavby se přímo úměrně rozšiřují s počtem datadisků a rozšíření hry. Možnosti stavby jsou limitované i velikostí pozemku. Velikost pozemku v průběhu hry nelze upravovat. Pokud chce hráč jinou velikost pozemku, musí domácnost přestěhovat.

#### Režim nákupu
Režim nákupu nabízí vybavení domu a zahrady pro simíky. Možnosti režimu nákupu se přímo úměrně rozšiřují s počtem datadisků a rozšíření hry. Vybavení se může rozšířit, po dosažení nějakého herního cíle, o původně skryté možnosti. Například, pokud hráč se svým simíkem dosáhne určité úrovně kariéry, odemkne se mu nové zařízení.

### Režim života - průběh samotné hry

#### Fáze života
Simík má různé životní fáze. Jejich jednotlivou délku můžu hráč upravit v nastavení hry. Fáze života jdou takto za sebou: kojenec, batole, dítě, teenager, dospělý, důchodce. Pokud hráč vlastní datadisk The Sims 2: Univerzita má přidanou životní etapu mladý dospělý. Tuto celou etapu může hráč hrát pouze s ve hře narozeným simíkem. V editoru domácností lze totiž dát jen nejmladší fáze batole. Po životní fázi důchodce si pro simíka přijde smrťák. Mezi jednotlivými fázemi informační panel upozorňuje na narozeniny simíka. Toto upozornění může nechat hráč bez povšimnutí, nebo uspořádat pro simíka oslavu s dortem. Pokud oslavenec sfoukne svíčky, postupuje do další životní fáze. V době narozenin záleží na stavu aspirace simíka. Pokud má simík minusovou aspiraci, uzavře životní etapu jako neúspěšnou a zařadí se mu do vzpomínek špatná vzpomínka. Pokud projde narozeninami se zelenou, zlatou, nebo diamantovou aspirací, uzavře svou životní etapu jako úspěšnou a má na narozeniny hezkou vzpomínku.

#### Potřeby simíka
Každý simík v domácnosti má své sociální a fyzické potřeby, které hráč musí plnit. Tyto potřeby přímo závisí na etapě života simíka a jeho vlastnostech, nebo celoživotního přání. Mezi fyzické potřeby patří jídlo, zábava, společnost, potřeba WC, hygiena, energie (spánek) a životní prostředí. Pokud některé jsou některé tyto potřeby na minimu, může simík dokonce i umřít. Hráč pak musí hrát znovu od posledního uložení.
Každý simík má také svá přání, které musí hráč plnit. Při splnění určité přání dostává simík body aspirace. Druhy přání závisí přímo úměrně na hráčem zvolené aspiraci. Za aspirační body si pak hráč může pořídit určité výhody, jako vyšší plodnost simíka/siminky, nebo nižší účty za služby aj. U simíka je i ukazatel momentální aspirace. Je o ti ukazatele toho, jak se hráči daří simíkovi plnit jeho přání a touhy. Má různé hodnoty, od nejvyšší: Diamantová, zlatá, zelená a červená. Barva aspirace se simíkovi promítá i do diamantu nad jeho hlavou.

#### Sociální vztahy
Důležitým aspektem hry jsou i přátelství/ nepřátelství mezi simíky. Stupnice přátelství je tato: nepřítel, přítel, nejlepší přítel, zamilovanost, láska, zasnouben(a), vdaná (ženat), popř. i nejlepší přítel navždy. Tuto možnost lze získat až po nainstalování dodatku The Sims 2: Noční život. Vztahy mezi simíky přímo ovlivňují i kariéru simíků. Proto musí hráč dbát i na dobré vztahy v sousedství.

#### Povolání a dovednosti
Simíci mohou mít různá povolání. Povýšení v těchto povoláních závisí na zkušenostních bodech simíka. Každé povolání vyžaduje různé zkušenosti. Dalším důležitým aspektem je i počet přátel. Zkušenostní body za jednotlivé oblasti se dají získat buď praktikováním dané oblasti (úklid, vaření, fyzička apod.), nebo čtením dovednostních knih. Čím vyšší úroveň dovednosti simík má, tím víc možností se hráči s danou aktivitou nabízí. Například u dovednosti vaření, může simík vařit více druhů jídel a je menší pravděpodobnost, že jídlo připálí. Pokud dosáhne simík určité úrovně v dané dovednosti, dostane klubovou kartičku do klubu, souvisejícího s danou dovedností. To umožní hráči vstup na pozemky, na které by se bez klubových karet nedostal. Pokud se hráč se svým simíkem dané dovednosti nevěnuje, simík dovednostní body ztrácí a může o výhodu klubu přijít.

#### Vzpomínky
Každý významný milník v simikově životě se zapíše do simíkových vzpomínek. Tak hráč získává přehled o simíkově životě. Vzpomínky se zeleným podkladem, jsou vzpomínky kladné a přidávají body aspirace. Vzpomínky zobrazené s červeným pozadím, jsou vzpomínky špatné a body aspirace naopak ubírají.

#### Děti
Hráč má možnost rozšířit svou domácnost o děti. Pokud si je nevytvoří v editoru domácnosti, může si je pořídit ve hře. Má dvě varianty. První možností je těhotenství. Simík a siminka spolu musí mít vřelý, přátelský i romantický vztah a pak přes interakci "pokusit se o dítě" může siminka otěhotnět. Pokud je interakce úspěšná, po jejím dokončení zahraje zvuk ukolébavky. Po pár dnech čekání a rostoucího bříška siminky se narodí miminko. Mohou se narodit i dvojčata. Pohlaví dítěte se dozvíte až po jeho narození. Další možností je adopce přes telefon. Zde si hráč může vybrat z nabízených dětí různého pohlaví, rasy i stáří.
Na rozdíl od dospělých simíků, pokud se o kojence nebo batole hráč nestará správně, odebere mu ho sociální pracovnice. Po této události pak simík nějakou dobu nemá možnost interakce "pokusit se o dítě" ani adopce přes telefon.
Péče o děti se v různých fázích života liší. Kojenec potřebuje jen mléko. Batole již může jíst v barové židličce buď mléko, nebo jídlo pro batolata. Batolata musí hráč naučit na záchod, mluvit a chodit. Pokud toto hráč batole nenaučí, do další fáze života může jít s minusovou (červenou) aspirací.
Po fázi batolete je fáze dítěte. Dítě už je školou povinné a musí psát úkoly. Každý všední den pro dítě přijede před dům autobus, do kterého musí nastoupit. Dítě má ve škole také známky, pokud hráč neplní úkoly a neposílá dítě do školy, může dítě propadnout. To má za následek odebrání všech dětí z domácnosti, protože když přijde z jakéhokoli důvodu sociální pracovnice, bere všechny děti z domácnosti, nehledě na to, pro které přišla.

### Obecní pozemek
Obecní typ pozemku je určen pro veřejná prostranství. Pokud chce hráč tento pozemek se svým simíkem, nebo celou domácností navštívit, musí na něj odcestovat. Na tomto pozemku, ale nemůže přepnout do režimu stavby. Tyto pozemky se dají upravit pouze v úpravě světů. Obecní pozemky mají v různých sousedstvích různé charaktery. Se simíkem můžete cestovat i mezi sousedstvími. S datadiskem The Sims 2: Volný čas přibývá možnost získat členskou kartu klubu a tím i přístup k jinak skrytým obecním pozemkům.

### Nadpřirozené bytosti ve hře
Simík může při svých toulkách po obecních pozemcích potkat několik nadpřirozených bytostí.
- mimozemšťan (základní hra)
- duch (základní hra)
- zombie (Univerzita)
- upír (Noční život)
- servo-robot (Ve světě podnikání)
- vlkodlak (Mazlíčci)
- simorost (Roční období)
- yetti (Šťastnou cestu)
- džin (Volný čas)
- čaroděj (Život v bytě)

## Verze hry
Základní edice vyšla nebo se připravuje ve verzích pro
- PC
- Xbox
- PlayStation 2
- GameCube
- Nintendo DS
- Sony PSP
- Game Boy Advance
- Mobilní telefony

Pro PC vyšla i další edice
- Sims 2 Special DVD Edition

## Datadisky
- The Sims 2 Univerzita, březen 2005 (The Sims 2 University) – možnost studovat vysokou školu
- The Sims 2 Noční život, září 2005 (The Sims 2 Nightlife) – možnost vlastnit auto, bary, noční život, rande
- The Sims 2 Ve světě podnikání, březen 2006 (The Sims 2 Open for Business) – podnikání, vlastní obchod
- The Sims 2 Mazlíčci, říjen 2006 (The Sims 2 Pets) – domácí mazlíčci (kočky a psi)
- The Sims 2 Roční období, 2. březen 2007 (The Sims 2 Seasons) – roční období, počasí, zahradničení, rybaření
- The Sims 2 Šťastnou cestu, 7. září 2007 (The Sims 2 Bon Voyage) – dovolená
- The Sims 2 Volný čas, 29. únor 2008 (The Sims 2 Free Time) – rozšíření možností trávení volného času
- The Sims 2 Život v bytě, 28. srpen 2008 (The Sims 2 Apartment Life) – život v bytě, kouzla

## Mini-datadisky (Kolekce)
- The Sims 2 Vánoční balíček, listopad 2005 (The Sims 2 Holiday Party Pack)
- The Sims 2 kolekce Pro rodinnou zábavu, duben 2006 (The Sims 2 Family Fun Stuff)
- The Sims 2 kolekce Pro luxusní život, září 2006 (The Sims 2 Glamour Life Stuff)
- The Sims 2 kolekce Veselé vánoce, listopad 2006 (The Sims 2 Happy Holiday Stuff)
- The Sims 2 kolekce Pojďme slavit!, duben 2007 (The Sims 2 Celebration! Stuff)
- The Sims 2 kolekce H&M Móda, červen 2007 (The Sims 2 H&M Fashion Stuff (Accessioires))
- The Sims 2 kolekce Pro Teenagery, listopad 2007 (The Sims 2 Teen Style Stuff)
- The Sims 2 kolekce Koupelny a kuchyně interiérový design, duben 2008 (The Sims 2 Kitchen & Bath Design Stuff)
- The Sims 2 kolekce IKEA Domov, červen 2008 (The Sims 2 IKEA Stuff)
- The Sims 2 kolekce Sídla a zahrady, listopad 2008 (The Sims 2 Mansion & Garden)